# Mirza Ghalib
Pour les articles homonymes, voir Ghalib.
 (janvier 2015).
Mirza Asadullah Khan Ghalib (1797-1869) est connu comme un des plus grands poètes de langue ourdoue. Originaire d’une lignée noble turque, autodidacte, il commença à composer des vers dès l’âge de 10 ans. Il servit comme Ustad (professeur à la cour) pour le dernier empereur moghol, Bahadur shah Zafar (1775-1862), jusqu’en 1857, lorsque les Anglais renversèrent la dynastie moghole et établirent leur domination sur l’Inde.
Bien que Ghalib considérait ses vers en persan comme la partie de son œuvre la plus valorisante, c’est son diwan en ourdou qui est le plus connu. Ce diwan fut publié pour la première fois en 1841. Une édition complète de son œuvre en prose persane fut publiée juste avant sa mort. Ses lettres en ourdou, publiées en deux volumes, le placèrent parmi les fondateurs de la littérature moderne en cette langue.

## Œuvres
- Ghalib at Kavita Kosh (Devanagari Hindi script)
- Fully coloured Deewan-e-Ghalib
- Ghazal Translated By Qazi Muhammad Ahkam
- koii ummiid bar nahii.n aatii Translated By Qazi Muhammad Ahkam
- Selected Ghazals of Ghalib(Audio) Read by Qazi Muhammad Ahkam
- DIVAN - E - GHALIB The Urdu Ghazals of Mirza Asadullah Khan "GHALIB".
- Deewan-E-Ghalib
- Poetry of Ghalib - Complete Collection of Mirza Ghalib, A large Number of his Ghazals
- The Love Sonnets of Ghalib - Biography, selected works, and all things Ghalib
- Biography and selected works
- The Joy of the Drop - 37 poems by Ghalib in English translation.
- Selected couplets of Mirza Ghalib
- Selected couplets with translation of Mirza Ghalib
- English translation of one of Ghalib's Persian poems.
- Authorised Version of Deewan-e-Ghalib known as Nuskhae Hamidia uploaded by Javed Hussen
- Complete Persian poetry of Mirza Ghalib at scribd uploaded by Javed Hussen
- Mirza Ghalib's Diary of 1857 First Indian Libaretion Struggle in Urdu Translation uploaded by Javed Hussen
- unpublished Poems of Mirza Ghalib edited by Kalidas Gupta Raza uploaded by Javed Hussen
- original Urdu free pdf of Yaadgare Ghalib by Altaf Hussain Hali
- An Bangla selected translation of Mirza Ghalib with originial Urdu